# Santa Inés, Guanajuato
Santa Inés är en ort i Mexiko.   Den ligger i kommunen Acámbaro och delstaten Guanajuato, i den södra delen av landet, 170 km väster om huvudstaden Mexico City. Santa Inés ligger 1 919 meter över havet och antalet invånare är 419.
Terrängen runt Santa Inés är platt åt nordost, men åt sydväst är den kuperad. Runt Santa Inés är det ganska tätbefolkat, med 100 invånare per kvadratkilometer. Närmaste större samhälle är Acámbaro, 13,7 km väster om Santa Inés. I omgivningarna runt Santa Inés växer huvudsakligen savannskog.